# Christiane Köhler
Christiane Köhler geb. Göhring (* 3. Dezember 1988 in Suhl) ist eine deutsche Sportschützin im Wurfscheibenschießen in der Disziplin Trap.

## Leben und Karriere
Köhler (damals noch Göhring) startete erstmalig 2005 bei der Deutschen Meisterschaft in München und wurde Fünfte in ihrer Altersklasse, was sie 2006 wiederholen konnte. Nach der Aufnahme in den Juniorenkader und ihren ersten internationalen Einsätzen wurde sie 2007 bei der Europameisterschaft in Granada Neunte und 2008 in Nikosia Vierzehnte.
2009 wechselte Köhler in den Erwachsenenkader, wo sie bei der EM in Osijek mit der Mannschaft die Bronzemedaille gewann. Die nächsten Medaillen gab es 2014 in Sarlóspuszta, wo sie Vizeeuropameisterin mit der Mannschaft wurde und Weltmeisterin in Granada gemeinsam mit ihren Mannschaftskolleginnen Katrin Quooß und Jana Beckmann.
Christiane Köhler wurde viermal Deutsche Meisterin, sechsmal Vizemeisterin und erhielt dreimal Bronze.